# Юлія Шеремета
Юлія Шеремета (пол. Julia Szeremeta; 24 серпня 2003) — польська боксерка, призерка Олімпійських ігор.

## Аматорська кар'єра
На Європейських іграх 2023 програла в другому бою Світлані Станевій (Болгарія). Також 2023 року стала чемпіонкою Європи серед молоді.
На Олімпійських іграх 2024 завоювала срібну медаль.
- В 1/16 фіналу перемогла Омайлін Алькала (Венесуела) — 4-1
- В 1/8 фіналу перемогла Тіну Рахімі (Австралія) — 5-0
- У чвертьфіналі перемогла Ешлеянн Лозада (Пуерто-Рико) — 5-0
- У півфіналі перемогла Несті Петесіо (Філіппіни) — 4-1
- У фіналі програла Лін Ю Тін (Китайський Тайбей) — 0-5

Медаль Шеремети стала першою для польських боксерів після Олімпійських ігор 1992, коли бронзовим призером став Войцех Бартнік.